# Delphinium treleasei
Delphinium treleasei är en ranunkelväxtart som beskrevs av Benjamin Franklin Bush. Delphinium treleasei ingår i släktet storriddarsporrar, och familjen ranunkelväxter. Inga underarter finns listade i Catalogue of Life.